# Jan Siwiec (poseł)
Jan Siwiec (ur. 1829 w Lasie, zm. 1865 w Bielsku) – działacz ludowy, poseł chłopski na Sejm Krajowy Galicji.

## Przed wyborem do Sejmu (1829-1861)
Jan Siwiec urodził się w 1829 we wsi Las, leżącej na terenie ówczesnego Królestwa Galicji i Lodomerii jako syn Michała i Katarzyny z domu Błasak, właścicieli 45 morgów ziemi. Po opuszczeniu szkoły trywialnej i obwodowej ukończył gimnazjum, a w 1848 rozpoczął studia filozoficzne na Uniwersytecie Lwowskim. Zainspirowany wydarzeniami Wiosny Ludów, zdecydował się porzucić kształcenie i powrócić do Lasu, gdzie odtąd aktywnie uczestniczył w życiu społecznym regionu. W 1849 odbył podróż do Wiednia z petycją dotyczącą zawłaszczania dóbr i lasów przez Austriaków. Oskarżony o przywłaszczenie lasu w Pewli Ślemieńskiej, w 1850 oddelegowany do służby wojskowej na skutek oświadczenia ks. Antoniego Antałkiewicza – „(...) gazety czytał w kościele przy dyspucie wikarego Jana Relewskiego, że się z jego zdaniami nie zgadzał, popchnął go, że we wsi się niemoralnie zachowywał – wydałem mu świadectwo niedobre, wskutek czego do wojska wziętym został”. W czasie służby opanował język niemiecki, a po jej ukończeniu w 1860 pracował jako sekretarz w kancelarii prawnej, gdzie zyskał biegłość w austriackim prawie i administracji.

## Poseł na Sejm Krajowy (1861-1863)

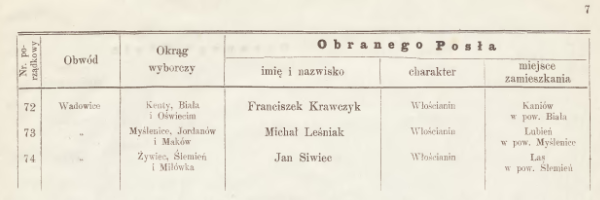
Jan Siwiec w wykazie posłów Sejmu Krajowego w 1863

W 1861 Siwiec został wybrany posłem na nowo utworzony Sejm Krajowy Galicji z IV, chłopskiej kurii wyborczej jako przedstawiciel okręgu nr 74 Żywiec-Ślemień-Milówka. Działania Siwca na Sejmie dotyczyły rozwiązania sprawy sporów serwitutowych między chłopami a administracją – według odrzuconego przez posłów wniosku, konflikty o własność miały rozwiązywać sądy polubowne, złożone z przedstawicieli szlachty i chłopstwa. Stawał także po stronie chłopskich posłów, których wybór był kwestionowany przez konserwatywnych uczestników Sejmu. W 1863 udowodniono, że wybór Siwca na posła był nielegalny – według cenzusu wyborczego płacił zbyt mały podatek od posiadanej ziemi. Podczas drugiej sesji I kadencji Sejmu Krajowego w 1863 Siwiec został pozbawiony praw poselskich, a na jego miejsce wybrano ks. Antoniego Antałkiewicza, który był odpowiedzialny za opinię wydaną komisji mandatowej odwiedzającej Ślemień. Wybór księdza Antałkiewicza w 1866 uznano za nieważny, a w ponownych wyborach wybrano Józefa Wolnego.

## Śmierć (1865)
Jan Siwiec zmarł dwa lata po wyrzuceniu z Sejmu Krajowego w Bielsku, na terenie ówczesnego Księstwa Cieszyńskiego. Istnieją dwie hipotezy dotyczące śmierci chłopskiego działacza – samobójstwo oraz morderstwo na tle politycznym. Po śmierci Siwca, w artykule krytykującym jego postać i dokonania, sympatyzująca z mieszczaństwem i szlachtą lwowska Gazeta Narodowa pisała: „Widząc ów sławny burzyciel gromad, że komisje w kilku gminach służebnictwa lasowe do wykupna przeznaczyły, i że rzeczywiście te wykupna następują, a lasów gminom nie dają, deputował zaś wsiowi i urzęda gromadzkie jego zaczynają nagabywać i jego oszustwo w przyrzeczeniach zadawać i o wydane pieniądze wołać: poszedł do Bilska szlązkiego, gdzie jego siostra służy, i odprowadziwszy ją na pole pod las do kopania ziemniaków, a pożegnawszy się z nią, odszedł kilkadziesiąt kroków i w gęstwinie z pistoletem wypalił sobie w piersi”. Historyk Żywiecczyzny i lokalny dziennikarz Hieronim Woźniak utrzymuje, że Siwiec padł ofiarą mordu politycznego.